# Casa Zapata
La Casa Zapata es un edificio modernista diseñado por el arquitecto Víctor Beltrí en 1909, situado en la plaza de España de la ciudad española de Cartagena (Región de Murcia).

## Arquitectura
El edificio tiene una clara inspiración gótica, que fue muy frecuente en la Cataluña de la época. Además tiene una influencia gaudista, que se puede constatar en el intento por parte de Víctor Beltrí de aunar naturaleza y arquitectura a través de un frondoso jardín que rodeaba el edificio, del cual hoy día queda poco sin alterar.
La entrada al edificio está compuesta por una puerta de grandes dimensiones. De la fachada destacan particularmente dos columnas, que sostienen el pórtico y la torre almenada. Sobresalen también los remates de influencia vienesa en el muro.
La existencia de arcos trilobulados, delgadas columnas, escudo nobiliario son uno de los muchos indicios que dan lugar a su identificación gótica y a la escuela del modernismo catalán, a la que el arquitecto, Víctor Beltrí, pertenecía. Por otro lado, el edificio está protegido por una reja que lo rodea, construida con hierro forjado.

## Patio Árabe
Al entrar a la Casa Zapata se encuentra un amplio vestíbulo, compuesto por paredes de mármol con relieves. En el mismo lugar, se encuentra una escalera de mármol que contiene una barandilla modernista.
Tras pasar la zona anterior, se accede al patio árabe de planta cuadrada decorado con yesería mudéjar y azulejos polícromos, caracterizado por su estilo neonazarí y su gran amplitud y luminosidad. Esto último debido a la cúpula de hierro y cristal decorado con diversos colores que incluyó el arquitecto en lo alto del patio y que compone el centro del edificio.

## Historia
En 1909, Miguel Zapata Hernández (1879-1912), hijo de Miguel Zapata Sáez, el llamado "Tío Lobo", uno de los grandes empresarios de la Sierra minera de Cartagena-La Unión, encarga al reputado arquitecto tortosino Víctor Beltrí el proyecto para la construcción de una casa en el Ensanche, que sería su nueva residencia una vez que contrajera matrimonio con Concepción Echevarría y Carvajal, marquesa de Villalba de los Llanos.
El lugar en que se encuentra la construcción es una zona muy valorada, tanto en el pasado como en el presente. Tiene una localización céntrica de la ciudad de Cartagena, ya que se encuentra entre la Almena de San Antonio y el Paseo Alfonso XIII.
El deseo de los Zapata era que Víctor Beltrí les diseñase un edificio innovador y diferenciado que se adecuase a su poder social y adquisitivo, que se caracterizase por la abundancia de jardines. La pareja Zapata morirá a los pocos años de casarse, primero muere Miguel y años más tarde su esposa Concepción. Tras este suceso, el edificio pasa a formar parte del colegio Santa Joaquina de Vedruna, de las Hermanas Carmelitas de la Caridad, en 1942, que lo destinarán a la formación de un colegio, en un principio solo de niñas y, en la actualidad, mixto. El centro educativo se ampliará creando nuevos edificios dentro de la finca. Durante muchos años, ha sido la vivienda de las hermanas Carmelitas. Hoy se emplea como edificio de gestión y ampliación de las aulas del centro. Además, en 2017 se reclamó que Casa Zapata pasase a ser considerada como Bien de Interés Cultural. Por otro lado, Casa Zapata es un inmueble catalogado en el Plan Especial de Ordenación y Protección del Conjunto Histórico (PEOPCH), con el ‘Grado 1’.
Por su interés cultural y turístico, a pesar de ser parte de un centro de enseñanza, en la actualidad se permiten visitas.

## Galería de fotos

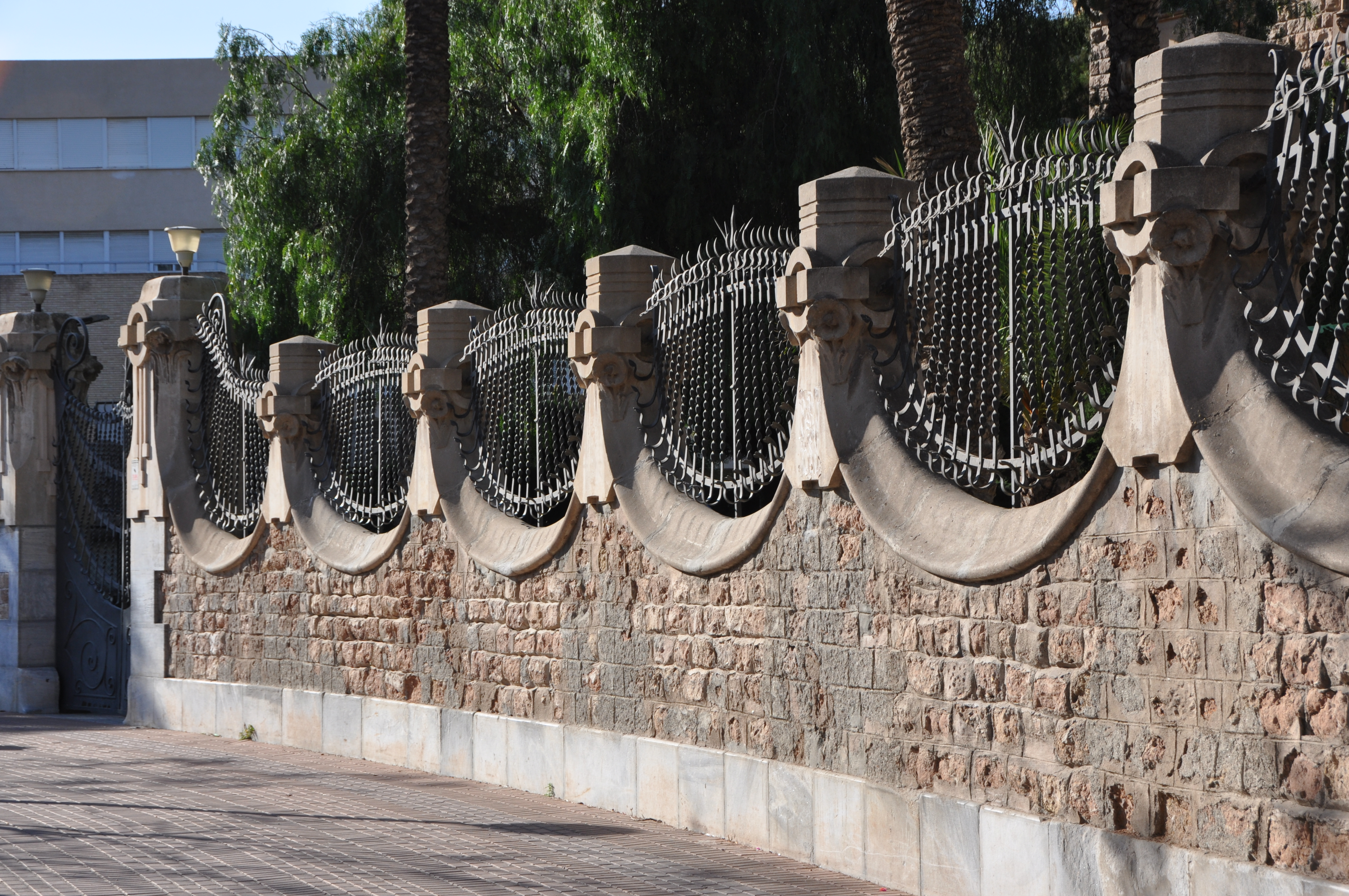
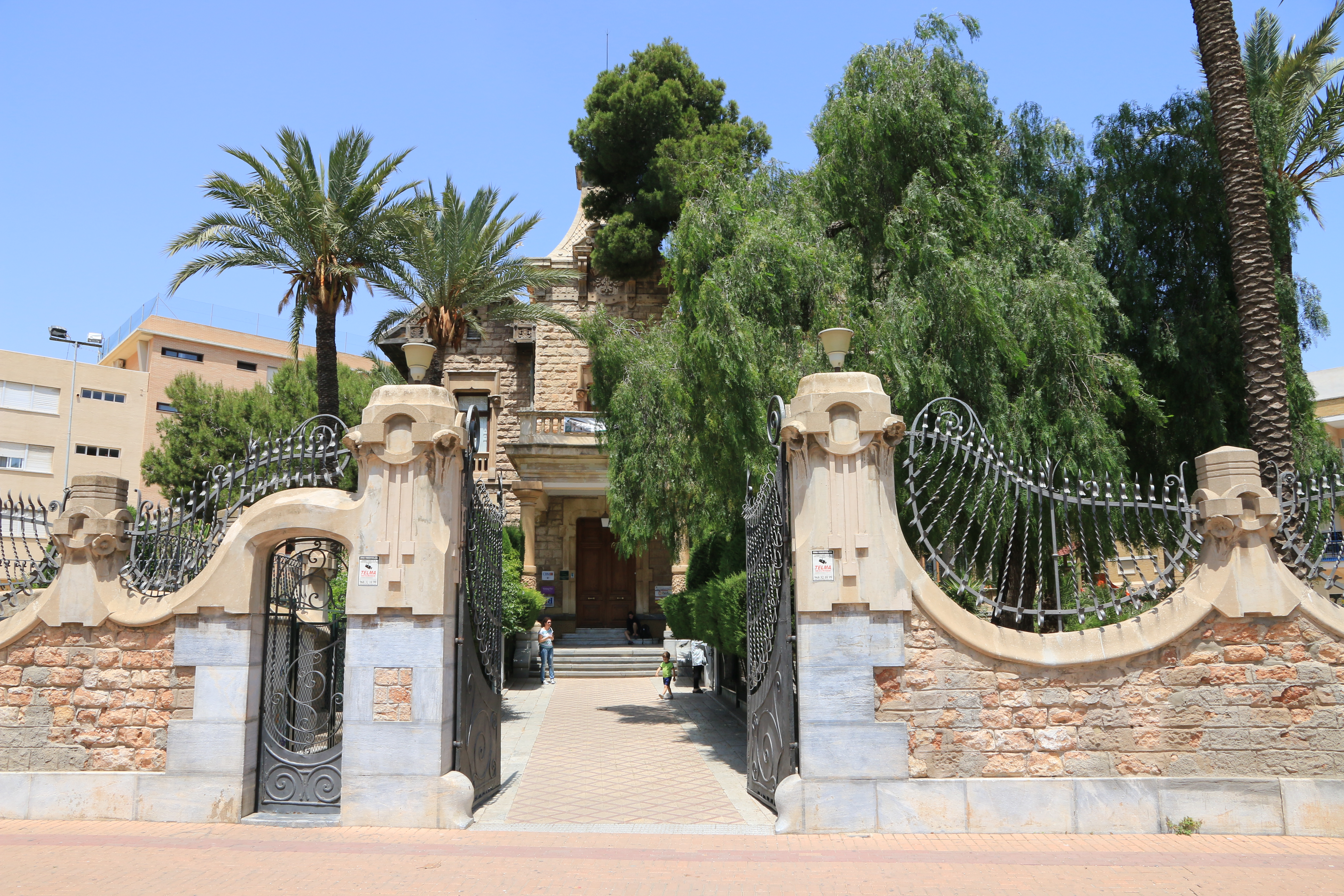
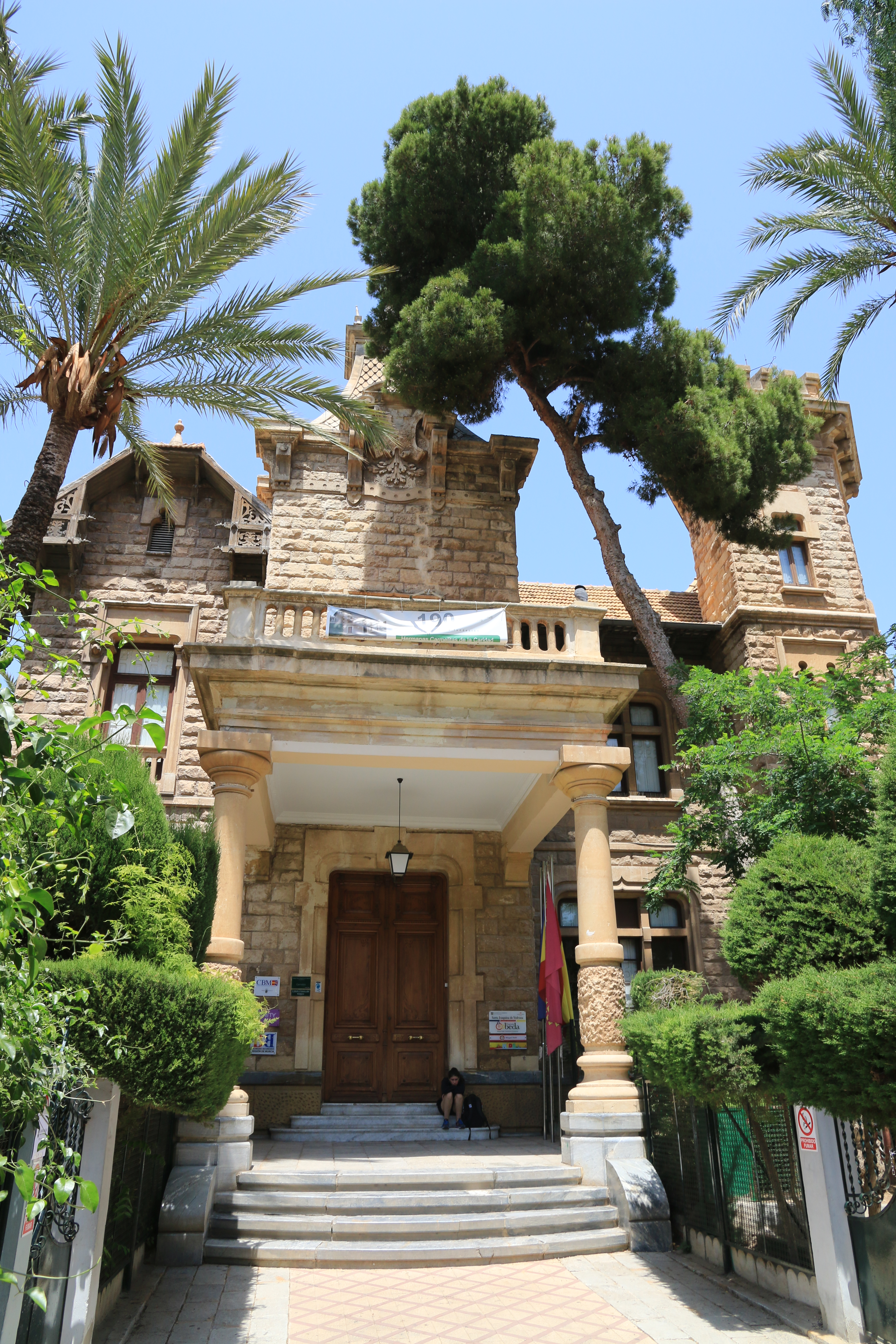
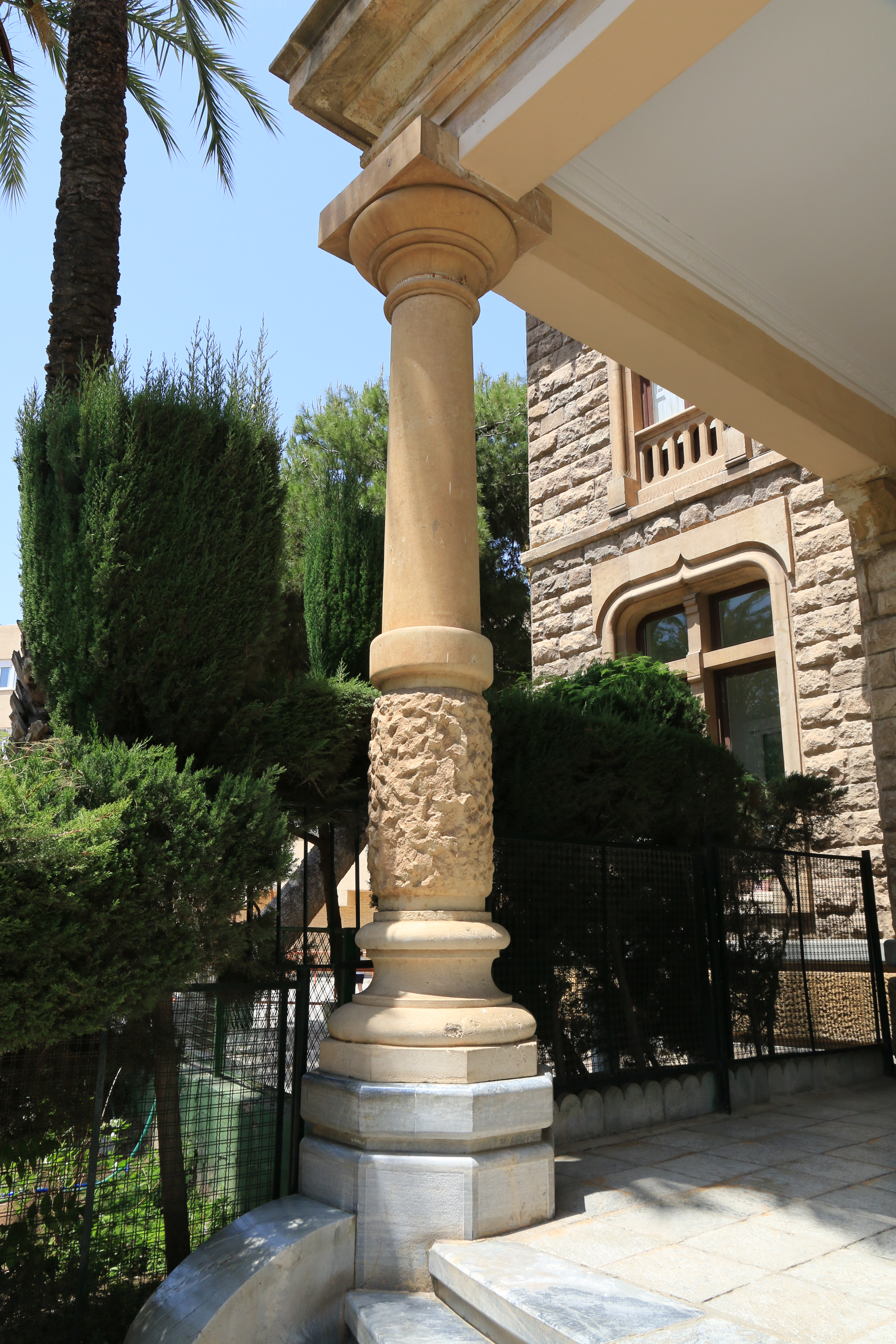